# 索菲伊夫卡 (伏林州)
50°33′18″N 24°57′17″E / 50.55500°N 24.95472°E
索菲伊夫卡（羅馬化：Sofiivka）是烏克蘭的村落，位於該國西部沃倫州，由盧茨克區負責管轄，面積4.5平方公里，海拔高度230米，2001年人口115，人口密度每平方公里25.56人。